# Insignia seu clenodia Regis et Regni Poloniae
Insignia seu clenodia Regis et Regni Poloniae, nazywane również Clenodiami, Klejnotami Długosza lub Stemmata Polonica – najstarszy znany lokalny opis herbów polskich, spisany przez Jana Długosza.

## Historia
Dzieło zostało spisane przez Długosza w latach 1464–1480. Herbarz ten wspomniał Maciej Miechowita w kronice Chronica Polonorum z 1521 roku (fol 343: „Item scripsit familias, arma et clinodia nobilitatis Polonorum, cum origine et causa eorum”).
Na dzieło to wielokrotnie w swoich herbarzach Gniazdo cnoty (1578) oraz Herby rycerstwa polskiego (1584) powoływał się także szesnastowieczny polski historyk i heraldyk Bartosz Paprocki, który posiadał jego egzemplarz. Później manuskrypt popadł w zapomnienie i przez długi czas uchodził za zaginiony. Odnaleziony został przez mediewistę Adama Kłodzińskiego, który w 1843 roku zauważył go w jednym z manuskryptów z końca XV wieku, w bibliotece Ossolińskich we Lwowie. Informację o swoim odkryciu podał do publicznej wiadomości w publikacji Biblioteki Zakładu Narodowego im. Ossolińskich z tego samego roku.
Pierwszy raz fragment rękopisu Długosza opublikowany został przez Józefa Muczkowskiego w 1851 roku w dziele „Wiadomość o rękopismach historyi Długosza". Fragmenty pochodziły z dwóch odnalezionych kopii: z kodeksu Biblioteki Ossolińskich oraz z drugiego XVI-wiecznego kodeksu odnalezionego przez biskupa Ludwika Łętowskiego.
Dwa inne kodeksy Clenodiów odszukał tymczasem hrabia Aleksander Przeździecki: jeden w bibliotece Chigi w Rzymie z początku XVI wieku, drugi w Paryżu w bibliotece arsenalskiej, który opisał jako: „rękopis z XVI wieku pisany na papierze i ozdobiony malowanemi herbami państw, ziem, szlachty i biskupów pod tytułem Stemmata Poloniae, tekst wyraźnie pożyczony z Clenodia Długosza, ale ze znacznemi odmianami”.
Kolejny rękopis znalazł hrabia Tytus Działyński w bibliotece Kórnickiej. Pierwszy obszerniejszy opis tego znaleziska podał Antoni Zygmunt Helcel w pierwszej części swojego dzieła Starodawne pomniki prawa polskiego.

## Zawartość dzieła

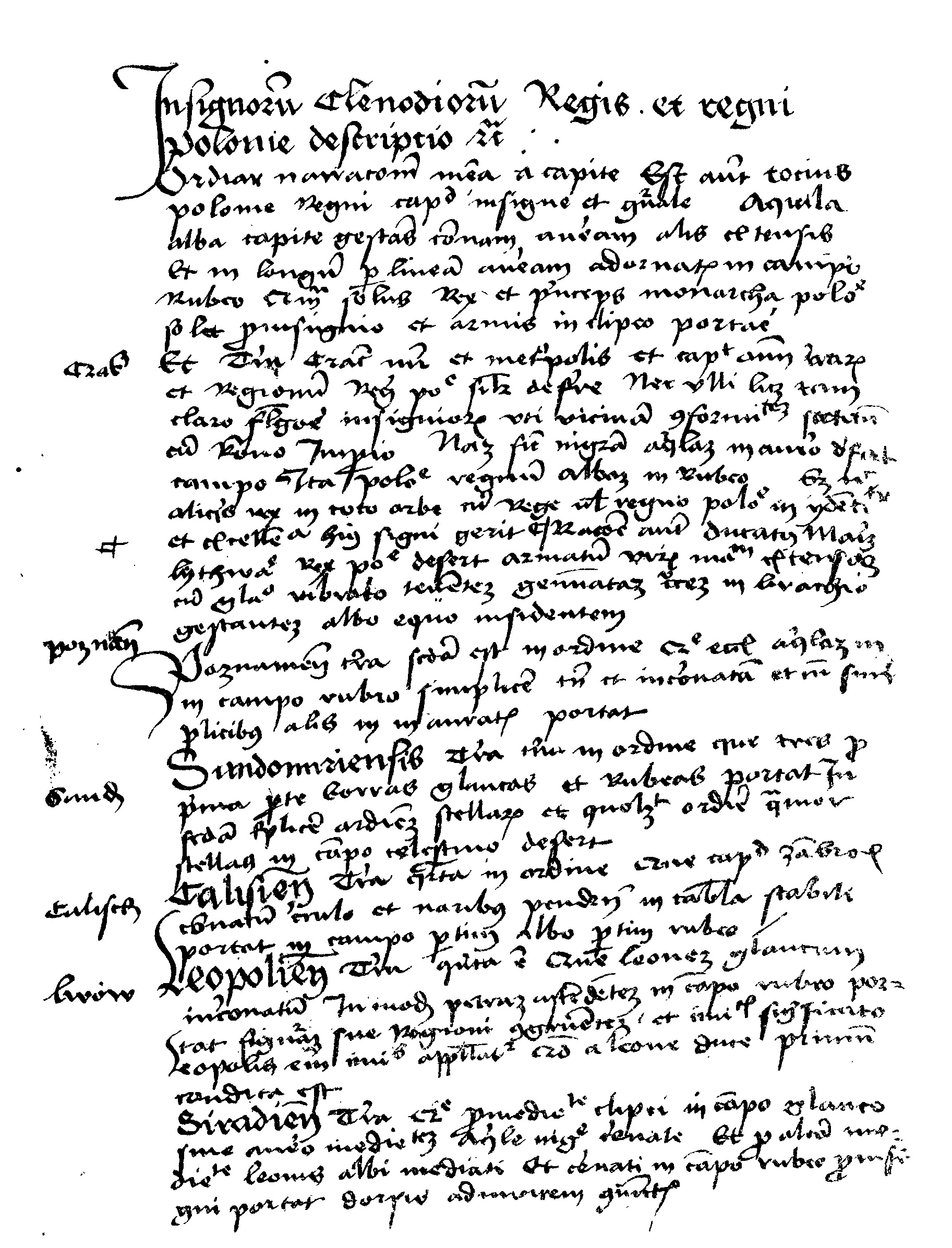
Łaciński rękopis Clenodiów z lat 1464–1480.

Herbarz zachował się w kilku wersjach i odpisach, które różnią się od siebie. Prawdopodobnie istniała pełna pierwotna wersja o obszerniejszej treści. Taki wniosek wysunął Zygmunt Celichowski, który porównał tekst zachowanych kopii do prac Bartosza Paprockiego, często cytującego Długosza. Na podstawie tej analizy doszedł do wniosku, że Paprocki korzystał z obszerniejszej wersji dzieła. Wszystkich kopii Clenodiów jest kilka, m.in. kodeks Lętowskiego, Kodeks z Biblioteki Ossolińskich oraz Kodeks Kórnicki, który jest uznawany za najstarszy.

Różnice występują zarówno w opisie, jak w ilości opisanych herbów. Najmniejszą liczbę herbów wymienia kodeks Ossolineum, kodeks Kórnicki natomiast zawiera ich 71, zaś kodeks Lętowskiego – 111. Józef Muczkowski, porównując znane mu wersje manuskryptu Długosza z fragmentami cytowanymi przez Bartosza Paprockiego, wyliczył sumaryczną liczbę 116 najstarszych polskich herbów szlacheckich.

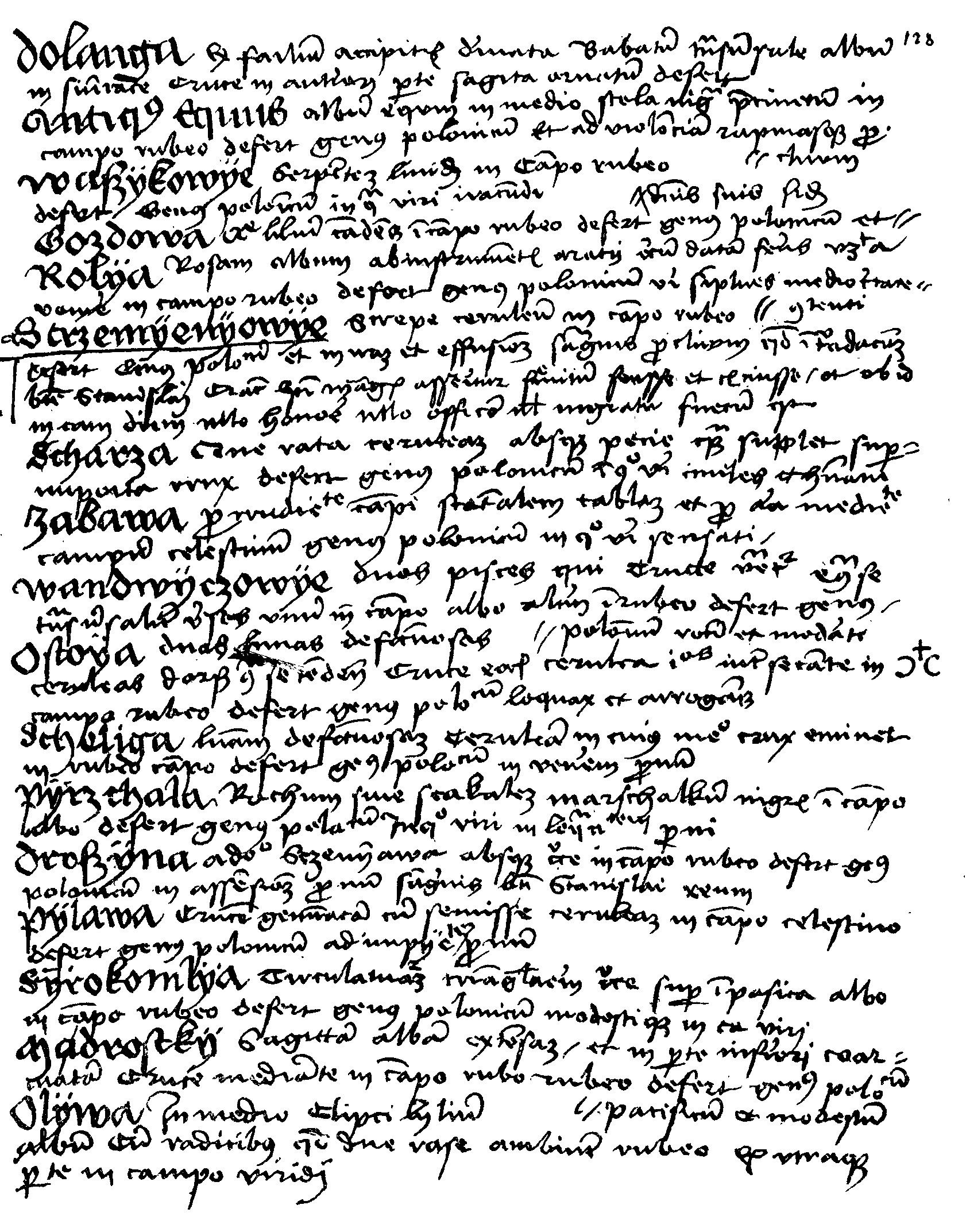
Opis herbów polskich wynotowanych przez Długosza.

### Polskie herby wymienione w dziele
Jan Długosz wymienia 71 najstarszych szlacheckich herbów polskich:
1. Topór jako Topor
2. Poraj jako Rosa
3. Nałęcz jako Nalancz
4. Gryf jako Griffes
5. Szreniawa jako Srzenyawa
6. Rawicz jako Rawa
7. Nabram jako Waldorf
8. Kotwica  jako Kothwycza
9. Dąbrowa
10. Trąby jako Trambi
11. Świnka jako Swynky
12. Tarnawa
13. Bończa jako Gednoroszecz, Rinocerus
14. Nieczuja jako Nyeczuya
15. Lewart jako Leuardus
16. Działosza jako Dzyaloscha
17. Junosza jako Junoscha
18. Łada jako Lada
19. Kopaszyna jako Koprzynya
20. Półkozic jako Polukosza
21. Odrowąż jako Odrowąsch
22. Łodzia jako Lodza
23. Wieniawa jako Wyenyawa
24. Jastrzębiec jako Yastrzambi
25. Łabędź jako Labancz
26. Lis jako Lysowye
27. Leliwa
28. Jelita jako Koschlya Rogy, Gyelyta
29. Sulima
30. Korzbok jako Corczbog
31. Dębno jako Dambno
32. Grzymała jako Grzymala
33. Doliwa jako Dolywa
34. Prawdzic jako Prawdzyczy
35. Leszczyc jako Aceruorum, Cerulorum
36. Oksza jako Oxa, Ascia
37. Bogoria
38. Zadora jako Zadara
39. Kościesza jako Strzegomya
40. Prus jako Prussowye
41. Abdank jako Habdank
42. Zaremba jako Zaramba
43. Korczak jako Corczakowye
44. Cielątkowa jako Czelanthkowye
45. Bożydar jako Boszezdarz
46. Janina jako Janyna
47. Wieruszowa jako Wyeruschowa
48. Godziemba jako Godzamba
49. Korab jako Korabyczyczy
50. Pobóg jako Pobodze
51. Dryja jako Drya
52. Ogończyk jako Powala
53. Ciołek jako Taurorum
54. Dołęga jako Dolanga
55. Starykoń jako Antiquus equus
56. Wąż jako Wąszykowye
57. Gozdawa jako Gozdowa
58. Rola jako Rolya
59. Strzemię jako Strzemyenyowye
60. Ossoria jako Scharza
61. Zabawa
62. Wadwicz jako Wandwyczowye
63. Ostoja jako Ostoya
64. Szeliga jako Scheliga
65. Pierzchała jako Pyrzchala
66. Drużyna jako Druszyna (z domu Srzenyawa)
67. Pilawa jako Pylawa
68. Syrokomla jako Syrokomlya
69. Mądrostki jako Mądrostky
70. Olawa jako Olywa
71. Gierałt

## Wydania
Rękopis został dwukrotnie wydany drukiem w XIX wieku:
- w edycji Józefa Muczkowskiego pt. Banderia Prutenorum, tudzież Insignia... w zbiorze Rozmaitości historyczne i bibliograficzne, zeszyt 2, Kraków 1851;
- w edycji Zygmunta Celichowskiego pt. Insignia seu clenodia regis et regni Poloniae. Z kodeksu kórnickiego, Poznań 1885.

## Autorstwo Długosza
W XIX wieku za autora Kodeksu Kórnickiego historycy uznawali Jana Długosza. W XX wieku Marek Cetwiński zakwestionował jego autorstwo i wysunął teorię, że do czasów dzisiejszych nie zachował się oryginał dzieła, a wszystkie zachowane manuskrypty są jedynie kopiami. Za najwcześniejszą z nich uznano rękopis znaleziony w Kórniku.